# Cincuenta y siete
El cincuenta y siete (57) es el número natural que sigue al 56 y precede al 58.

## Matemáticas
- Es un número compuesto, que tiene los siguientes factores propios: 1, 3 y 19. Como la suma de sus factores propios es 23 < 57, se trata de un número defectivo.
- Es un número de Leyland ya que 52 + 25 = 57.
- Es conocido como el "primo de Grothendieck".
- Un número semiprimo.

## Ciencia
- 57 es el número atómico del lantano.
- Objeto astronómico del catálogo Messier M57 es una nebulosa planetaria situada en la constelación de Lyra.